# Cửa hàng bán lẻ

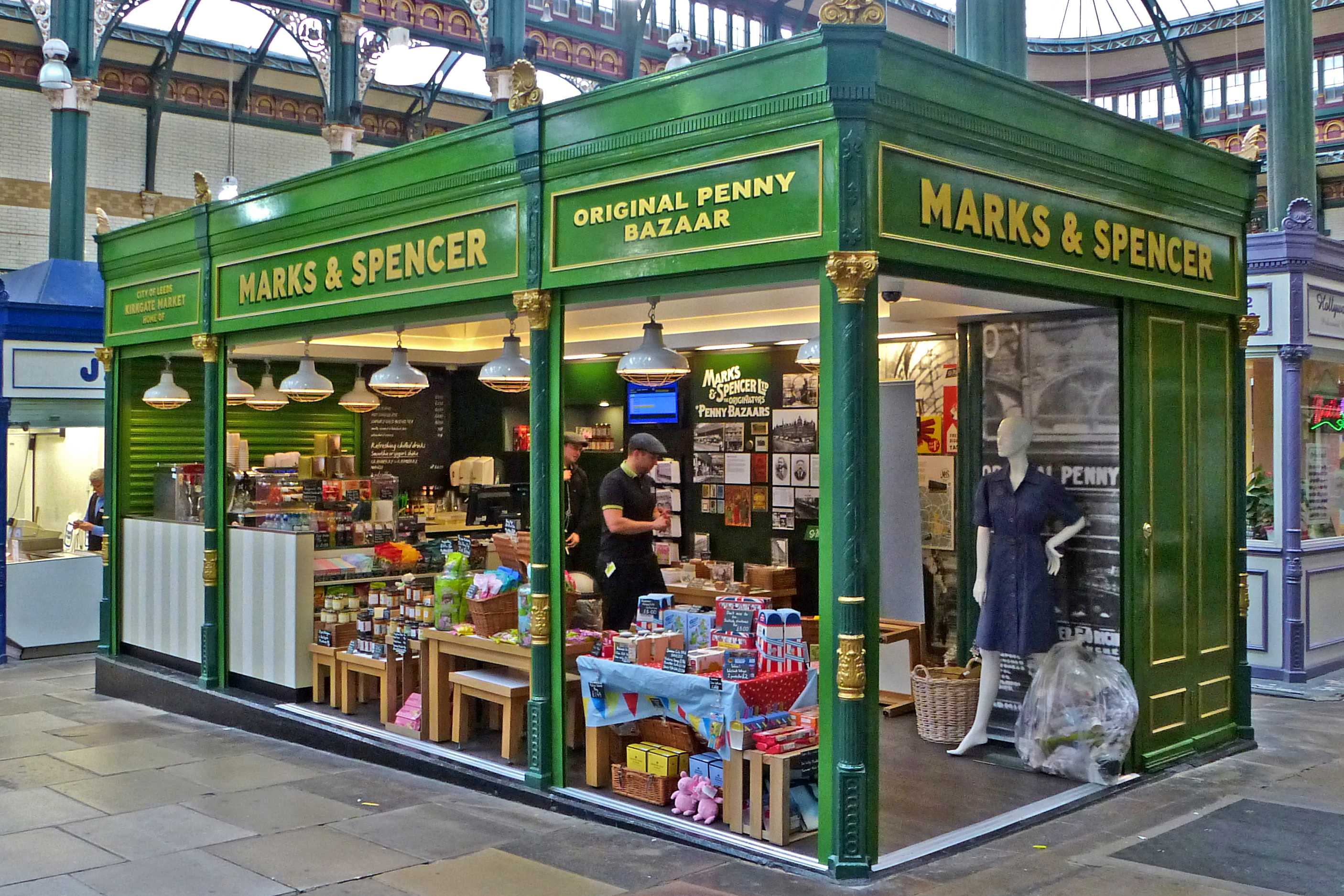
Một cửa hàng ở phương Tây

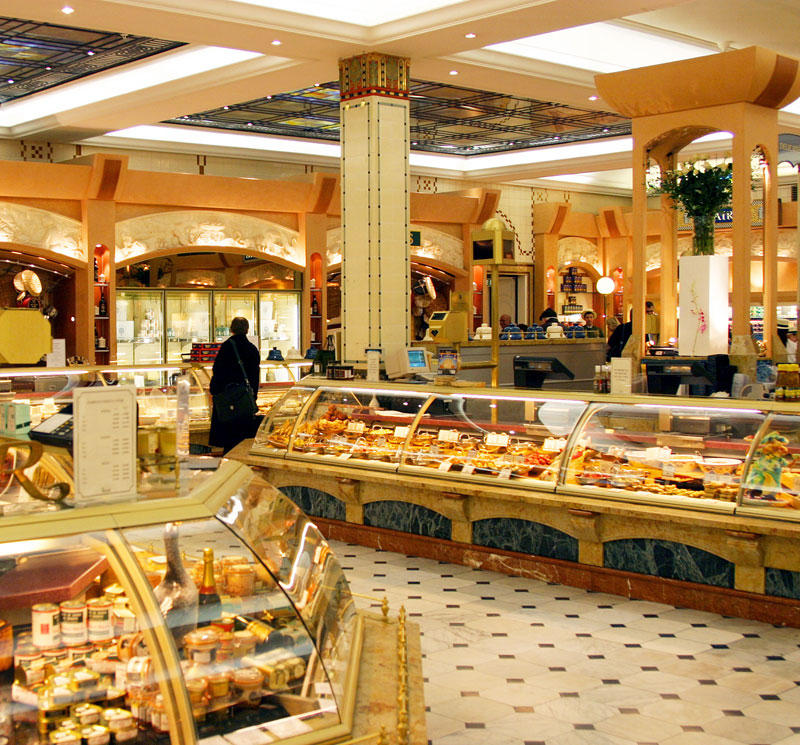
Bên trong một cửa hàng bán lẻ

Cửa hàng bán lẻ hay cửa hàng tổng hợp (General store) là một công trình (thường là một ngôi nhà hoặc dãy nhà) được dùng trong việc mua bán hàng hóa với quy mô nhỏ phục vụ trực tiếp cho các cá nhân trực tiếp tiêu thụ bằng cách mua sắm tại chỗ, thoả thuận và trả tiền, nhận hàng tại chỗ đối với các mặt hàng gọn nhẹ giá cả bình dân (thường là các mặt hàng gia dụng, dân dụng). Cửa hàng bán lẻ có thể bao gồm các dịch vụ kèm theo chẳng hạn như giao hàng tận nơi, bao hàng. Người mua có thể là cá nhân hoặc các doanh nghiệp (tuy nhiên những cửa hàng bán lẻ có quy mô nhỏ do cá nhân, hộ gia đình đầu tư mở ra thì không có tư cách pháp nhân nên không có con dấu và không thể xuất được hóa đơn). Cửa hàng bán lẻ có thể được đặt trên đường phố đông dân cư, đường phố mua sắm hoặc trong những ngôi nhà nhỏ hoặc đặt trong một trung tâm mua sắm. Đường phố mua sắm có thể được chỉ dành cho người đi bộ. Cửa hàng bán lẻ đôi khi gọi gọn là cửa hàng, cửa hiệu, tiệm  hay còn gọi là Cửa hàng thương mại tổng hợp, cũng còn được gọi là cửa hàng tổng hợp (General merchandise store), đại lý tổng hợp (General dealer), cửa hàng thôn làng (Village shop) hoặc cửa hàng nông thôn (Country store).

## Trong kinh tế

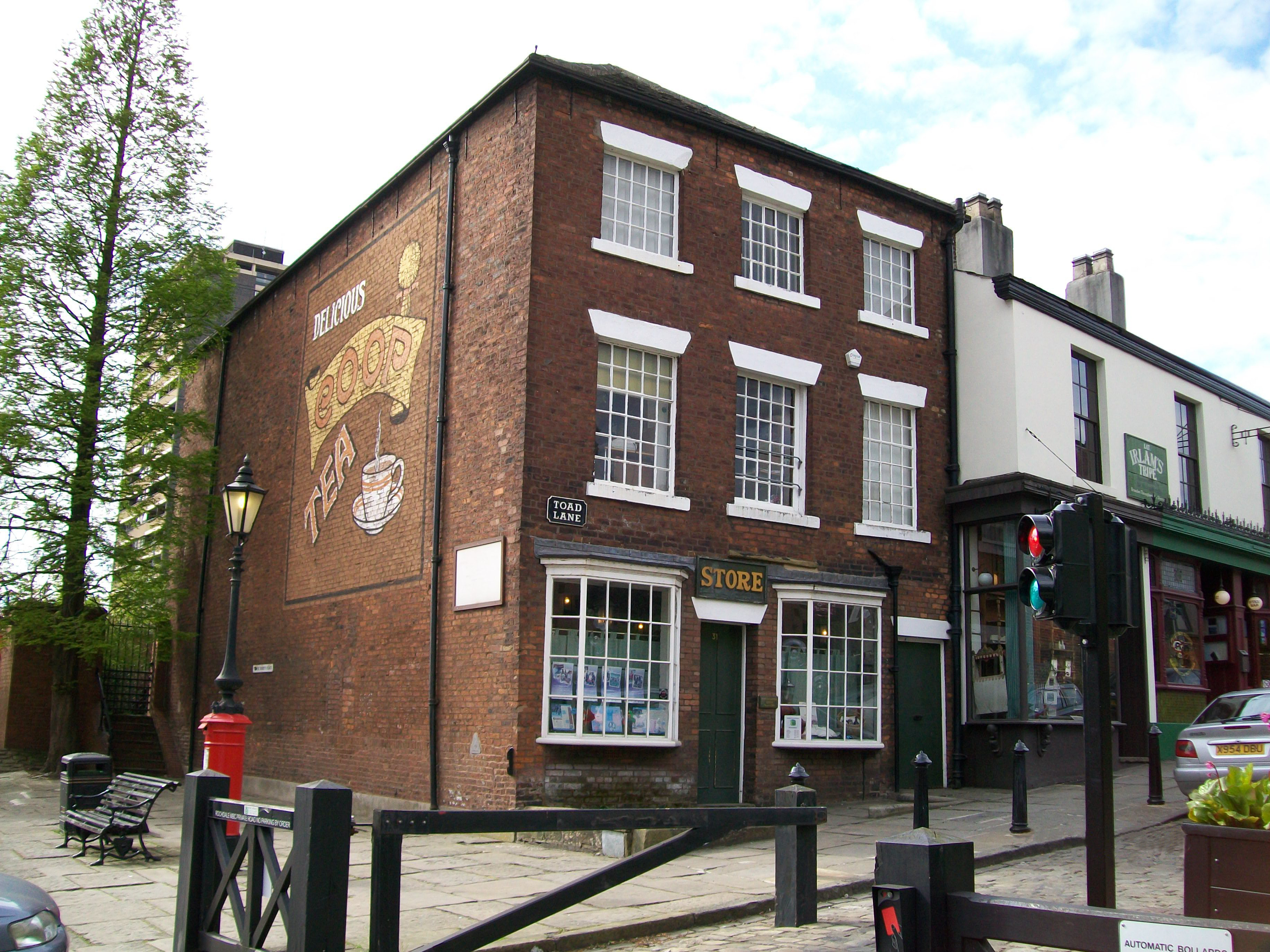
Bên trong một cửa hàng bán lẻ ở Anh

Mua sắm thường là hành vi mua sản phẩm được thực hiện để có được các nhu cầu thiết yếu trong đời sống cá nhân như thực phẩm và quần áo, đôi khi nó được thực hiện như một hoạt động giải trí. Trong hoạt động thương mại, một nhà bán lẻ thường mua hàng hoá, sản phẩm với số lượng lớn từ các nhà sản xuất hoặc nhập khẩu, mua trực tiếp (trực tiếp đi gom hay thu mua) hoặc thông qua một người bán buôn, và sau đó bán số lượng nhỏ hơn hay bỏ cho người trung gian để bán đến tay người tiêu dùng và như vậy các cửa hàng chính là một khâu và là mắt xích quan trọng trong chuỗi tiêu thụ này.
Cơ sở bán lẻ thường được gọi là cửa hàng bán lẻ, cửa hàng mua sắm (shop) nơi chuyên bày bán các loại áo quần, hàng mỹ phẩm, giày dép..., cửa hàng bách hóa (cửa hàng mậu dịch), tiệm tạp hóa, chợ, hệ thống siêu thị.... Các nhà bán lẻ nằm ở phần cuối của chuỗi cung ứng. Ngày nay các nhà tiếp thị xem quá trình bán lẻ như là một phần cần thiết của chiến lược phân phối tổng thể của họ. Thuật ngữ "nhà bán lẻ" cũng được áp dụng cho các dịch vụ cung cấp theo nhu cầu của nhiều cá nhân.